# Gilles Tréhin
Gilles Tréhin (* 1972) ist ein französischer Kunst-Savant. Er lebt in Cagnes-sur-Mer an der Côte d’Azur.
Gilles sprach erst mit drei Jahren sein erstes Wort: Flugzeug. Mit fünf entdeckte er die Primzahlen und das dreidimensionale Zeichnen. Mit sechs Jahren wurde bei ihm ein absolutes Gehör festgestellt und dass er ohne nachzudenken komplizierte Rechenaufgaben lösen konnte. Mit acht Jahren bekam er die Diagnose Autismus mit Savant-Syndrom. Seit 1984 entwirft er in zahllosen Zeichnungen eine fiktive Stadt namens Urville. Später studierte er Geschichte, um seiner Stadt eine Historie geben zu können.
Seit dem Jahr 2003 führt Gilles eine Beziehung mit einer Autistin, der Diplom-Mathematikerin Catherine Mouet. Die beiden wohnen zusammen. In ihrer Fantasie leben die beiden zusammen in der von ihm erdachten und gezeichneten Stadt Urville, den Stadtteil durfte Catherine aussuchen.

## Film
- Petra Höfer und Freddie Röckenhaus: Expedition ins Gehirn; Teil 3: Der große Unterschied. (DVD, deutsch/englisch, 45 Minuten) Wissenschafts-Dokumentation über Inselbegabte und Autisten mit Savant-Fähigkeiten mit einem Schwerpunkt über Gilles Trehin. ARTE und Radio Bremen. TR-Verlagsunion, 2006, ISBN 3-8058-3772-0

| Personendaten    | Personendaten              |
| ---------------- | -------------------------- |
| NAME             | Tréhin, Gilles             |
| KURZBESCHREIBUNG | französischer Kunst-Savant |
| GEBURTSDATUM     | 1972                       |